# Stavelsesskrift
Stavelsesskrift (af og til også stavelsesalfabet) er et skriftsystem, som består af symboler, der repræsenterer stavelser. Disse stavelser sættes sammen for at repræsentere ord. Et symbol i en stavelsesskrift repræsenterer sædvanligvis en konsonant fulgt af en vokal.
Japansk bruger to stavelsesskrifter: hiragana og katakana. Andre sprog med stavelsesskrift inkluderer amerikansk-indianske sprog, som fx cherokee.

## Eksterne links
- Omniglot – syllabaries (engelsk)

| Sprog | Spire Denne artikel om sprog er en spire som bør udbygges. Du er velkommen til at hjælpe Wikipedia ved at udvide den. |